# ル・トナン (原子力潜水艦)
ル・トナン（フランス語：Le Tonnant, S 614）は、フランス海軍の原子力潜水艦。ル・ルドゥタブル級原子力潜水艦の5番艦。艦名は雷鳴を意味するフランス語から。この名を受け継いだ艦としては8代目にあたる。

## 艦歴
「ル・トナン」は、第3期長期軍事力整備計画に基づきDCNシェルブール工廠で1974年10月19日に起工、1977年9月17日進水、1980年4月3日に就役しロング島基地に配備された。
当初の進水予定は1975年末とされていたが、政治・財政上の問題により約2年工期が遅れている
。
就役当初からM20を装備していた。1985年2月1日から1987年10月19日までブレストにてM4改の換装が実施された。深海救難艇を使用した救助訓練も行なわれ、1994年7月と1999年5月のピロウ演習にてアメリカ海兵隊員を乗せ訓練を実施した。
19年間に月換算で100ヶ月以上の間水中にいた。54回の戦略哨戒任務に従事したのち、1999年12月16日に退役した。その後Q755に艦番号が変更されシェルブールにて解体を待つこととなる。